# Argentinisches Militärordinariat
Das Argentinische Militärordinariat (spanisch Obispado Castrense de Argentina) ist ein Militärordinariat in Argentinien und zuständig für die argentinischen Streitkräfte.

## Geschichte
Das Militärordinariat in der Republik Argentinien betreut Angehörige der argentinischen Streitkräfte katholischer Konfessionszugehörigkeit seelsorgerisch. Es wurde durch Papst Pius XII. am 8. Juli 1957 errichtet. Nach gegenseitigem Beschluss zwischen dem Heiligen Stuhl und der Republik Argentinien befindet sich der Sitz des argentinischen Militärordinariats in Buenos Aires. Aus der Verlautbarung der päpstlichen Bulle vom 8. Juli 1957 als Apostolisches Vikariat errichtet, wurde es am 21. April 1986 zur Diözese erhoben. 1957 wurde der Erzbischof von Córdoba, Fermín Emilio Lafitte, als Apostolischer Vikar von Argentinien (Militär) in sein Amt eingeführt.
Von 2007 bis 2017 blieb das Militärordinariat vakant. 2005 hatte der damalige Militärbischof, Antonio Juan Baseotto, das von der Regierung von Néstor Kirchner vorgelegte Gesetz zur Legalisierung der Abtreibung öffentlich kritisiert. Daraufhin enthob Kirchner ihn per Dekret seiner Funktionen als  Militärbischof. Der Heilige Stuhl hielt an Baseotto fest, gleichwohl wurde ihm seitens der Armeeführung die Ausübung seines Amtes faktisch unmöglich gemacht. Auch nachdem Baseotto 2007 vom Papst als Altersgründen von seinem Amt entpflichtet worden war, konnten sich die Regierung von Cristina Fernández de Kirchner und der Heilige Stuhl nicht auf einen neuen Kandidaten für die Wiederbesetzung des Amtes verständigen. Dies geschah erst 2017 unter der Regierung von Mauricio Macri. 
| Militärbischöfe in Argentinien |                                      | |                   |                 |
| Nr.                            | Name                                 | Amt | von               | bis             |
| 1                              | Fermín Emilio Lafitte                | Erzbischof von Córdoba Koadjutorerzbischof von Buenos Aires Titularerzbischof von Antiochia in Pisidia | 1957              | 1959            |
| 2                              | Antonio Kardinal Caggiano            | Erzbischof von Buenos Aires                                                                            | 14. Dezember 1959 | 7. Juli 1975    |
| 3                              | Adolfo Tortolo                       | Erzbischof von Paraná                                                                                  | 7. Juli 1975      | 30. März 1982   |
| 4                              | José Miguel Medina                   | Bischof von Jujuy                                                                                      | 30. März 1982     | 7. März 1990    |
| 5                              | Norberto Eugenio Conrado Martina OFM | Titularbischof von Satafis                                                                             | 8. November 1990  | 28. August 2001 |
| 6                              | Antonio Juan Baseotto CSsR           | Bischof von Argentinien, (Militär)                                                                     | 8. November 2002  | 15. Mai 2007    |
| 7                              | Santiago Olivera                     | Bischof von Argentinien, (Militär)                                                                     | 28. März 2017     |                 |